# Championnats de France d'escrime 2010
Navigation
Édition précédente Édition suivante
Les championnats de France d'escrime 2010 ont eu lieu en juin 2010 à Boulazac, Nantes et Charleville-Mézières. 6 épreuves figuraient au programme, trois masculines et trois féminines.

## Liste des épreuves
- Épée masculine et Épée féminine 
  - Les épreuves ont eu lieu à Boulazac les 20 et 21 juin 2010 en même temps que les épreuves par équipes.
- Fleuret masculin et Fleuret féminin 
  - Les épreuves ont eu lieu à Nantes les 26 et 27 juin 2010 en même temps que les épreuves par équipes.
- Sabre masculin et  Sabre féminin
  - Les épreuves ont eu lieu à Charleville-Mézières les 5 et 6 juin 2010 en même temps que les épreuves par équipes.

## Classements individuels

### Sabre
- Sabre masculin :

| Or     | Boladé Apithy    | ASPTT Dijon              |
| Argent | Vincent Anstett  | Strasbourg UC            |
| Bronze | Nicolas Rousset  | ASPTT Dijon              |
| Bronze | Cyril Verbrackel | Cercle d'escrime Roubaix |

- Sabre féminin :

| Or     | Carole Vergne   | Lagardère Paris Racing |
| Argent | Léonore Perrus  | Lagardère Paris Racing |
| Bronze | Julie Berengier | Lagardère Paris Racing |
| Bronze | Clara Jaquet    | US Métro               |

### Épée
- Épée masculine :

| Or     | Alexandre Blaszyck  | Levallois SC           |
| Argent | Gauthier Grumier    | Levallois SC           |
| Bronze | Jean-Michel Lucenay | Lagardère Paris Racing |
| Bronze | Richard Robin       | Lagardère Paris Racing |

- Épée féminine :

| Or     | Isabelle Pegliasco | Grenoble Parmentier |
| Argent | Jeanne Colignon    | Beauvais ACA        |
| Bronze | Nathalie Alibert   | Levallois SC        |
| Bronze | Audrey Belviso     | Beauvais ACA        |

### Fleuret
- Fleuret masculin :

| Or     | Erwann Le Péchoux     | Pays d'Aix         |
| Argent | Guy de Lamballerie    | CE Rueil Malmaison |
| Bronze | Grégory Koenig        | CM Aubervilliers   |
| Bronze | Pierrick Saint Bonnet | AS Bourg la Reine  |

- Fleuret féminine :

| Or     | Astrid Guyart      | Team Fleuret 78   |
| Argent | Mélanie Moumas     | AS Bourg la Reine |
| Bronze | Corinne Maitrejean | MDF Lyon          |
| Bronze | Virginie Ujlaki    | Melun VDS         |

## Classements par équipes

### Sabre
- Sabre masculin :

| Or     | Lagardère Paris Racing     | Julien Pillet Boris Sanson Charles Hugo                   |
| Argent | Amicale Tarbaise d'Escrime | Pierre Mione Baptiste Gans Xavier Haberer Francois Regent |
| Bronze | Strasbourg UC              | Vincent Anstett Maximilien Fontaine .                     |

- Sabre féminin :

| Or     | Cercle d'escrime orléanais | Cécilia Berder Marion Stoltz Anne Laure Berthier Laura Réguigne |
| Argent | Strasbourg UC              | Solenne Mary Charlotte Lembach .                                |
| Bronze | Lagardère Paris Racing     | Léonore Perrus Carole Vergne Julie Bérengier                    |

### Épée
- Épée masculine :

| Or     | Levallois SC     | Gauthier Grumier Alexandre Blaszyck Ulrich Robeiri Virgile Marchal |
| Argent | CIE Tourcoing    | Yoeri Vanlaecke Bas Verwijlen Guillaume Fleury Christophe Henry    |
| Bronze | CE Saint-Gratien | Marc Font Benoît Janvier Alexandre Bouzaid Silvio Fernandez        |

- Épée féminine :

| Or     | Levallois SC           | Nathalie Alibert Mélanie Soiron Sarah Daninthe Maureen Nisima                |
| Argent | Lagardère Paris Racing | Laura Flessel Hajnalka Kiraly-Picot Vanessa Galantine Marysa Baradji-Duchêne |
| Bronze | PUC                    | Marie-Florence Candassamy Lucie Perrier Ophélie Marandin Estelle Tarragon    |

### Fleuret
- Fleuret masculin :

| Or     | Escrime Pays d'Aix ASPTT            | Erwann Le Péchoux Marcel Marcilloux Julien Champeymond François Boulliat |
| Argent | Cercle d'Escrime de Rueil           | .                                                                        |
| Bronze | Cercle d'escrime Melun Val de Seine | Terence Joubert Tomer Or Charles Villeneuve Rémi Duclau                  |

- Fleuret féminin :

| Or     | Masque de fer Lyon    | . |
| Argent | Paris Tour d'Auvergne | . |
| Bronze | AS Bourg la Reine     | . |